# Filip Kasalica
Filip Kasalica (* 17. Dezember 1988 in Titovo Užice, SFR Jugoslawien, heute Serbien) ist ein montenegrinischer Fußballspieler, der beim südkoreanischen Verein Ulsan Hyundai und für die montenegrinische Nationalmannschaft spielt.

## Karriere
Kasalica stammt aus der Jugendschule des FK Sloboda Užice, begann jedoch seine Profikarriere 2004 bei OFK Belgrad. Ab 2008 spielte er für den FK Hajduk Kula, für den er in drei Jahren 72 Spiele absolvierte. 2011 wechselte er zu seinem Jugendverein Sloboda Užice, bei dem ihm der endgültige Durchbruch gelang. Während der Saison 2011/12 zeigten die Belgrader Vereine Roter Stern, Partizan und einige ausländische Vereine Interesse an Kasalica, der schließlich Ende 2011 von Roter Stern verpflichtet wurde. Am 9. Juli 2014 wechselte Kasalica von Roter Stern Belgrad zu Ulsan Hyundai. schon im folgenden Jahr wechselte er erneut, diesmal zu NK Istra 1961, danach wieder nur für je ein Jahr zu den Fußballclubs Ordabassy Schymkent, Napredak Kruševac, Platanias FC und FK Rad, hier blieb er für zwei Jahre und wechselte 2020 zu Radnički Niš.
Kasalica spielte bisher achtmal für die montenegrinische Nationalmannschaft und erzielte dabei ein Tor.